# میدان جابه‌جایی الکتریکی

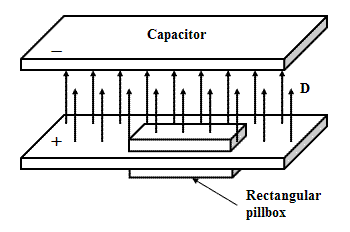
با خازن صفحهٔ موازی، می‌توان از قانون گاوس برای نشان‌دادن رابطهٔ بین «جابه‌جایی الکتریکی» و «شارژ آزاد» استفاده نمود.

انجام محاسبات بر اساس میدان الکتریکی در حالت‌های ریزمقیاس نیازمند صرف دقت زیادی است و برای سادگی معمولاً بهتر است قطبش در ماده را به عنوان خاصیتی از محیط در نظر بگیریم تا اثر میدان الکتریکی. برای انجام این کار از تعریف میدان جابجایی الکتریکی استفاده می‌شود. معادلهٔ {\displaystyle {\vec {\nabla }}\cdot {\vec {E}}={\frac {\rho }{\varepsilon _{0}}}-{\frac {{\vec {\nabla }}\cdot {\vec {P}}}{\varepsilon _{0}}}} را برای سادگی به صورت {\displaystyle {\vec {\nabla }}\cdot (\varepsilon _{0}{\vec {E}}+{\vec {P}})=\rho } می‌نویسند و مقدار میدان برداری D را به صورت زیر تعریف می‌کنند:
{\displaystyle {\vec {D}}\equiv \varepsilon _{0}{\vec {E}}+{\vec {P}}}
با این تعریف نخستین معادلهٔ ماکسول به صورت {\displaystyle {\vec {\nabla }}\cdot {\vec {D}}=\rho } درمی‌آید. باید توجه داشت که تنها بارهای آزاد در شکل‌گیری میدان جابجایی الکتریکی مؤثرند و دوقطبی‌های محیط در تولید آن نقشی ندارند. در جایی که بتوان قطبش را به صورت {\displaystyle {\vec {P}}=\chi \varepsilon _{0}{\vec {E}}} تقریب زد، داریم:
{\displaystyle {\vec {D}}=\varepsilon _{0}{\vec {E}}+\chi \varepsilon _{0}{\vec {E}}=\varepsilon _{0}(1+\chi ){\vec {E}}=\varepsilon {\vec {E}}}
که در آن {\displaystyle \varepsilon } گذردهی الکتریکی است و به ثابت دی‌الکتریک بستگی دارد.